# Kit Connor
Kit Connor   (Purley, 8 de març de 2004) és un actor anglès conegut per interpretar l'estudiant de secundària Nick Nelson en la sèrie adolescent de Netflix Heartstopper (2022-present). Per aquest paper, el 2022 va guanyar el primer premi Emmy Infantil i Familiar a la Millor Interpretació Protagonista.
Alguns dels seus films són Get Santa (2014), Rocketman (2019) i Little Joe (2019). Pel que fa a la televisió, va tenir un paper recurrent a la sèrie de CBBC Rocket's Island (2014–2015), un paper vocal a la de BBC One i HBO La matèria obscura, i és un dels protagonistes de la sèrie de Netflix Heartstopper (2022-present).

## Primers anys i educació
Nascut a Purley, és fill de Richard i Carolina Connor i té dos germans grans. Va estudiar la primària a l'Escola Hayes a Kenley i després, la secundària a l'Escola Whitgift al Croydon Sud, on va estudiar teatre, literatura anglesa i història.

## Carrera
Connor va debutar a les pantalles a vuit anys amb aparicions menors a Chickens de Sky One, el telefilm An Adventure in Space and Time i la soap opera Casualty. El 2014, va fer de Tom Anderson a la comèdia nadalenca Get Santa i va obtenir un paper recurrent com a Archie Beckles a la sèrie de CBBC Rocket's Island.
Connor va actuar com el jove Petya Rostov i com Bob Sheehan en les minisèries War & Peace i SS-GB, respectivament. Va debutar teatralment a Welcome Home, Captain Fox! a Donmar Warehouse.
El 2018, Connor va tenir papers als films The Mercy, La societat literària i el pastís de pela de patata i Slaughterhouse Rulez, a més del telefilm de BBC One Grandpa's Great Escape. També el d'Alexander a la producció de l'Old Vic Theatre de Fanny & Alexander.
El 2019, Connor va posar-se en el paper d'un Elton John adolescent al film musical Rocketman i en el de Joe Woodard a Little Joe. El mateix any, va donar veu a Pantalaimon en la sèrie de fantasia de BBC One i HBO titulada La matèria obscura.
L'abril del 2021, va ser anunciat que Connor faria de coprotagonista junt amb Joe Locke a la sèrie de Netflix Heartstopper, una adaptació del web còmic i novel·la gràfica homònimes d'Alice Oseman. En un principi es va presentar al càsting per al paper de Charlie Spring, però va acabar interpretant l'altre protagonista, Nick Nelson.
L'agost del 2022, es va saber que protagonitzaria juntament amb Maia Reficco i Kate del Castillo el film A Cuban Girl's Guide To Tea And Tomorrow de Katherine Fairfax Wright, adaptació de la novel·la homònima de Laura Taylor Namey.
Actualment, el representa l'agència estatunidenca Endeavor Group Holdings.

## Vida personal
Malgrat que a l'inici no va voler etiquetar-se en cap orientació sexual, la pressió pública el va dur a declarar-se bisexual a través de Twitter el 31 d'octubre del 2022. En el tuit, Connor va afirmar que els fans «estaven obligant un jove de divuit anys a sortir de l'armari» i que «no havien entès el sentit» de la sèrie de televisió Heartstopper. Molts fans van expressar suport per Connor i van criticar el tracte que havia rebut, com també la creadora de Heartstopper Alice Oseman, els coprotagonistes Joe Locke, Sebastian Croft, Kizzy Edgell i Olivia Colman, el periodista Mark Harris i la diputada laborista Nadia Whittome.

## Filmografia

### Cinema
| Any  | Títol                                               | Paper            |
| ---- | --------------------------------------------------- | ---------------- |
| 2014 | Get Santa                                           | Tom Anderson     |
| 2015 | Mr. Holmes                                          | Boy              |
| 2018 | The Mercy                                           | Simon Crowhurst  |
| 2018 | Ready Player One                                    | Reb Kid          |
| 2018 | La societat literària i el pastís de pela de patata | Eli Ramsey       |
| 2018 | Slaughterhouse Rulez                                | Wootton          |
| 2019 | Rocketman                                           | Elton John jove  |
| 2019 | Little Joe                                          | Joe Woodard      |
| 2024 | Robot Salvatge                                      | Brightbill (veu) |

### Televisió
| Any       | Títol                          | Paper                  | Notes                          |
| --------- | ------------------------------ | ---------------------- | ------------------------------ |
| 2013      | Chickens                       | Clem                   | 1 episodi                      |
| 2013      | An Adventure in Space and Time | Charlie                | Telefilm                       |
| 2013      | Casualty                       | Barnaby Lee            | 1 episodi                      |
| 2014–2015 | Rocket's Island                | Archie Beckles         | 18 episodis                    |
| 2015      | The Frankenstein Chronicles    | Joey                   | Episodi: "A World Without God" |
| 2016      | War & Peace                    | Young Petya Rostov     | 3 episodis                     |
| 2016      | Grantchester                   | Charlie Jones          | 1 episodi                      |
| 2017      | SS-GB                          | Bob Sheenan            | Minisèrie; 3 episodis          |
| 2018      | Grandpa's Great Escape         | Jack                   | Telefilm                       |
| 2019–2022 | La matèria obscura             | Pantalaimon (voice)    | 15 episodis                    |
| 2022      | Heartstopper                   | Nicholas "Nick" Nelson | Protagonista; 8 episodis       |

## Teatre
| Any       | Títol                      | Paper     | Notes                                    |
| --------- | -------------------------- | --------- | ---------------------------------------- |
| 2016      | Welcome Home, Captain Fox! | Small Boy | Donmar Warehouse, Londres                |
| 2018      | Fanny & Alexander          | Alexander | Old Vic Theatre, Londres                 |
| 2024-2025 | Romeo and Juliet           | Romeo     | Circle in the Square Theatre (Manhattan) |